# Лаврентьев, Игорь Александрович
Игорь Александрович Лаврентьев (8 февраля 1921, Москва — 11 сентября 1997, там же) — советский и российский композитор, дирижёр.

## Биография
Вскоре после рождения семья переехала в Берлин, где отец работал в советском торгпредстве. После возвращения в СССР в 1937 году гл. инженер отдела машиностроительной промышленности Госплана СССР Александр Павлович Лаврентьев был арестован органами НКВД и расстрелян (реабилитирован посмертно в 1956 году). Незадолго до войны Игорь Лаврентьев поступил в Гнесинское музыкальное училище, а уже осенью 1941 года добровольцем ушёл на фронт. Был тяжело ранен в боях под Москвой. Служил в 4-й воздушной армии. В 1945 году награждён медалью «За боевые заслуги», в 1985 — орденом Отечественной войны I степени.
После демобилизации по протекции Е. Гнесиной продолжил музыкальное образование на дирижёрском и композиторском факультетах «Гнесинки». В дальнейшем вместе с К. Массалитиновым работал дирижёром Государственного академического Воронежского русского народного хора. Вернувшись в Москву, дирижировал оркестром русских народных инструментов Гостелерадио СССР, с которым записывал песни в исполнении Людмилы Зыкиной, Ольги Воронец и др. Работал преподавателем вечернего отделения и был деканом Московского государственного института культуры.
Был дважды женат. Сын от второго брака — поэт Максим Лаврентьев.
Умер 11 сентября 1997 года после тяжёлой болезни.

## Творчество
Опера-былина «Степан Разин», Концерт для фортепиано с оркестром, увертюра для оркестра «Осенний вальс», фортепианные прелюдии, более 40 песен и инструментальных произведений для оркестра русских народных инструментов. Учебные пособия по истории и теории музыки.
Согласно публикациям в газетах «Литературная Россия» и «Литературная газета», Игорь Лаврентьев является возможным автором музыки к знаменитому шлягеру военных лет «Огонёк». На признании своего авторства композитор, впрочем, никогда не настаивал, подчёркивая только, что он противник авторов-самозванцев, во множестве возникших в послевоенные годы.